# Rémy Cochen
Rémy Cochen, né en 1956 à Spézet, est un conteur professionnel Breton du pays vannetais. Depuis ses débuts en 2000, il est devenu une référence dans le milieu du conte, créant notamment deux albums et un spectacle avec Pascal Lamour.

## Biographie
Né en 1956 à Spézet, dans le Finistère, il habite depuis à Carnac dans le Morbihan, il se produit  en pays vannetais, dans toute la Bretagne (au Centre de l'imaginaire arthurien, etc) et bien au-delà de sa région d'origine. Il devient conteur en 1999, ayant suivi en particulier un atelier animé par Henri Gougaud, et se lance pour la première fois en public en 2000. 

## Répertoire
Son répertoire, en français et en breton, inclut la mythologie celtique ainsi que différents contes et légendes de tradition orale venus de différents pays, parlant du vent, des pierres, de l'eau, de métamorphoses, etc. Il est désormais considéré comme une sommité dans le milieu du conte, du moins selon Ouest-France,. Il donne aussi des conférences au sujet des fantômes dans les contes, par exemple à la tour du Connétable de Vannes pour la Samain 2011.

## Albums et spectacles
Il a sorti deux albums masterisés par Pascal Lamour chez BNC Productions, et reprenant ses contes oraux : Contes et Graines d'Enfance. Il a également créé Passages, un spectacle mêlant le conte à la musique de Pascal Lamour.